# クレーヴェン
クレーヴェン (Klevan, ウクライナ語: Клевань; ポーランド語: Klewań) はウクライナ西部、リウネ州のリウネ地区にある都市型集落。人口7,470（2001年ウクライナ国勢調査）。

## 歴史
この地域に集落ができたのは12世紀の初頭であり、プリピャチ川の支流ホルィニ川のさらに支流、Stubla川のほとりに人が住み始めたことである。文献上の初出は1458年で、チャルトリスキ家の所有地としての記録である。1654年にマクデブルク法が採用された。
クレーヴェンを含むこの地域は歴史的にヴォルィーニと呼ばれている。ヴォルィーニは強国ロシア、ポーランドの両国の間にあったため、クレーヴェンもたびたび属する国が変わった。ヴォルィーニの他集落同様、クレーヴェンにはユダヤ人の集落があった。1920年からはポーランドに属し、1929年にポーランドで出されたガイドブックには「ユダヤ人が1300人住む」と書かれている。
第二次世界大戦が始まると、1939年からはソビエト連邦に属し、1940年に都市型集落の扱いとなった。1941年に独ソ戦が始まると一時ナチス・ドイツの支配下となり、シナゴーグ（ユダヤ教の集会場）焼き討ちとユダヤ人虐殺事件が発生している。また、クレーヴェンは第二次世界大戦以後に始まったパルチザン活動、ウクライナ蜂起軍の中心地域の一つになった。
クレーヴェンにはポーランド人も住んでいたが、第二次世界大戦直後に行われたヴィスワ作戦の一環で強制移転させられた。1979年の人口は8,400人だった。

## 交通

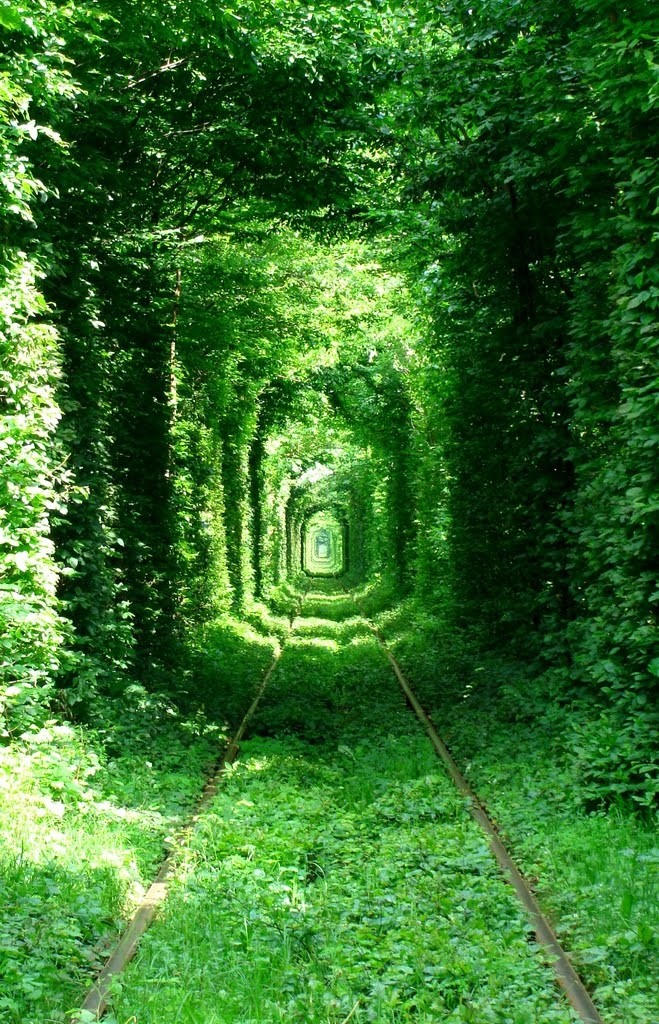
クレーヴェンの「恋のトンネル」

クレーヴェンにはリウネやキーヴェルツィに繋がるクレーヴェン鉄道があり、木材や食品工場からの出荷などに使われている。
クレーヴェンを通る主要道路はT1B17とH22で、H22で行くならリウネの北西28.3キロメートル、ルーツィクの南東50.4キロメートルの位置にある。ヴォルィーニ地域の南部に当たる。

## 恋のトンネル
コーヴェル=リウネ線のクレーヴェン駅からオルツィヴ北部のファイバーボード工場を結ぶ専用鉄道の路線があり、この路線の大部分が両側に木が生い茂っていて、きれいなアーチを作っている。この風景が非常にロマンチックなため、この箇所は恋のトンネル（愛のトンネル）と呼ばれている。

## 名所
クレーヴェンにはクレーヴェン城がある。この城は1475年から建設が始まり、1561年に完成した。クレーヴェンには1630年に建設された受胎告知教会があり、この教会には鐘塔がある。また、1777年に建設された降誕教会がある。

## 画像

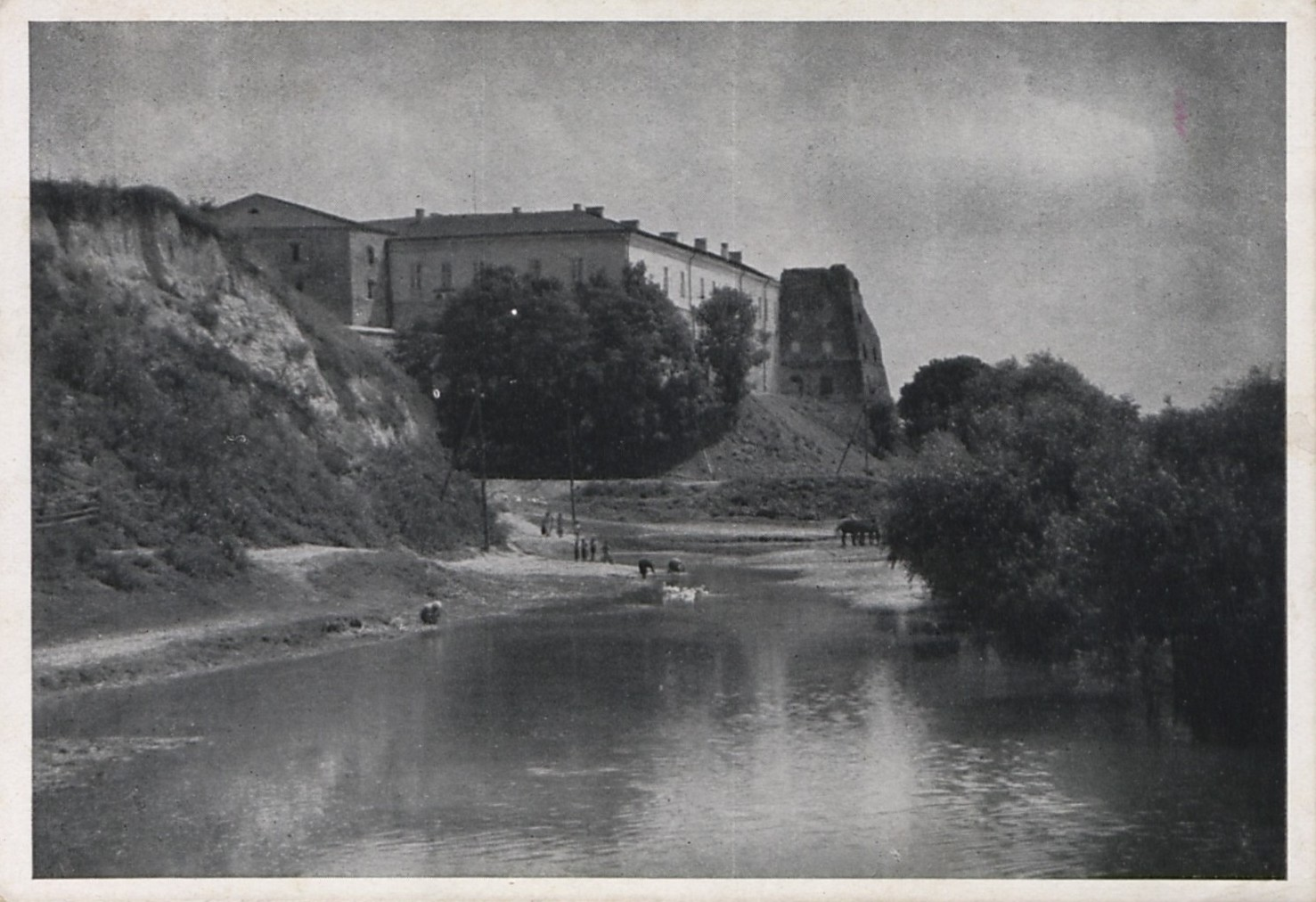
クレーヴェン城
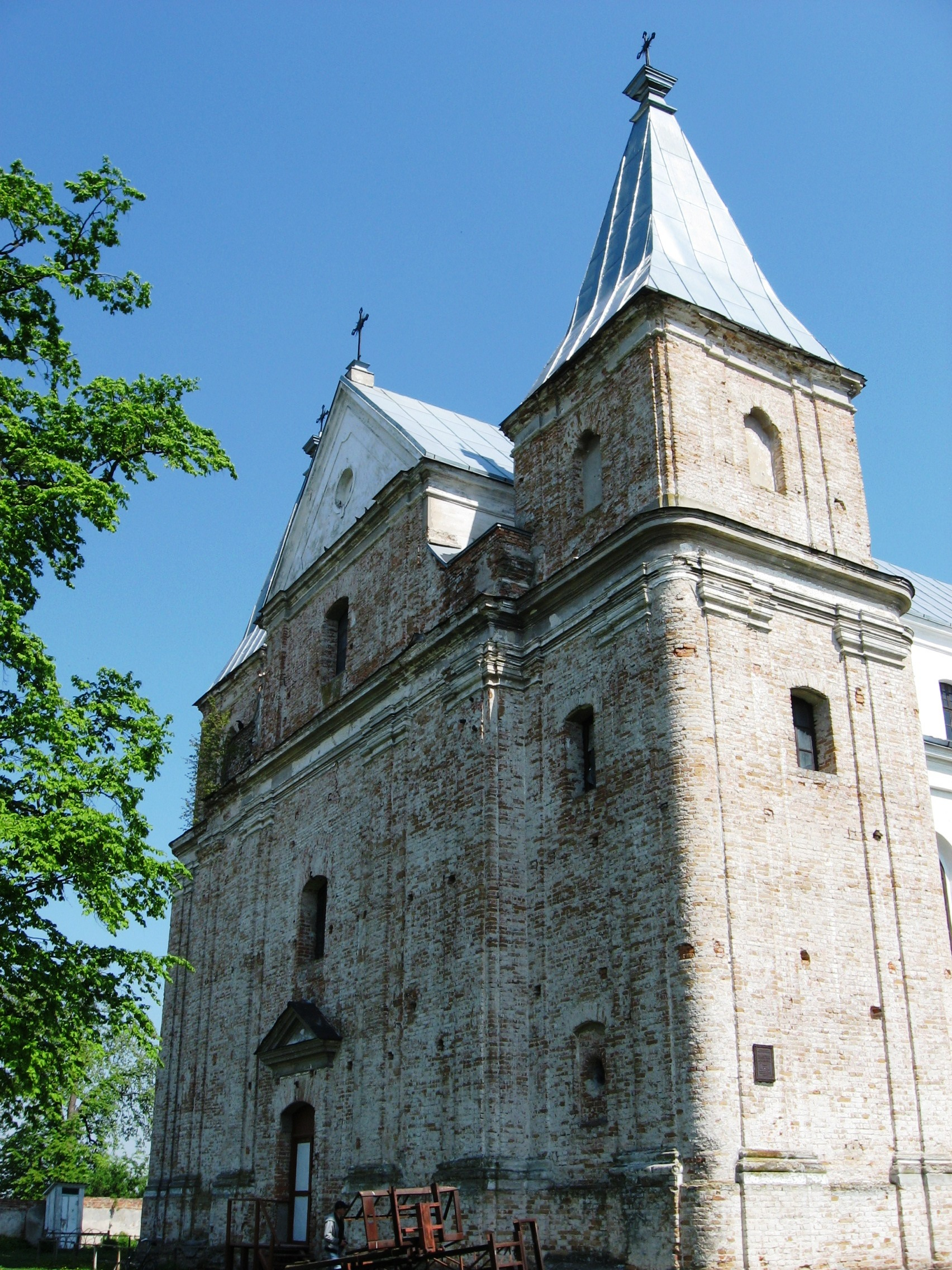
受胎告知教会
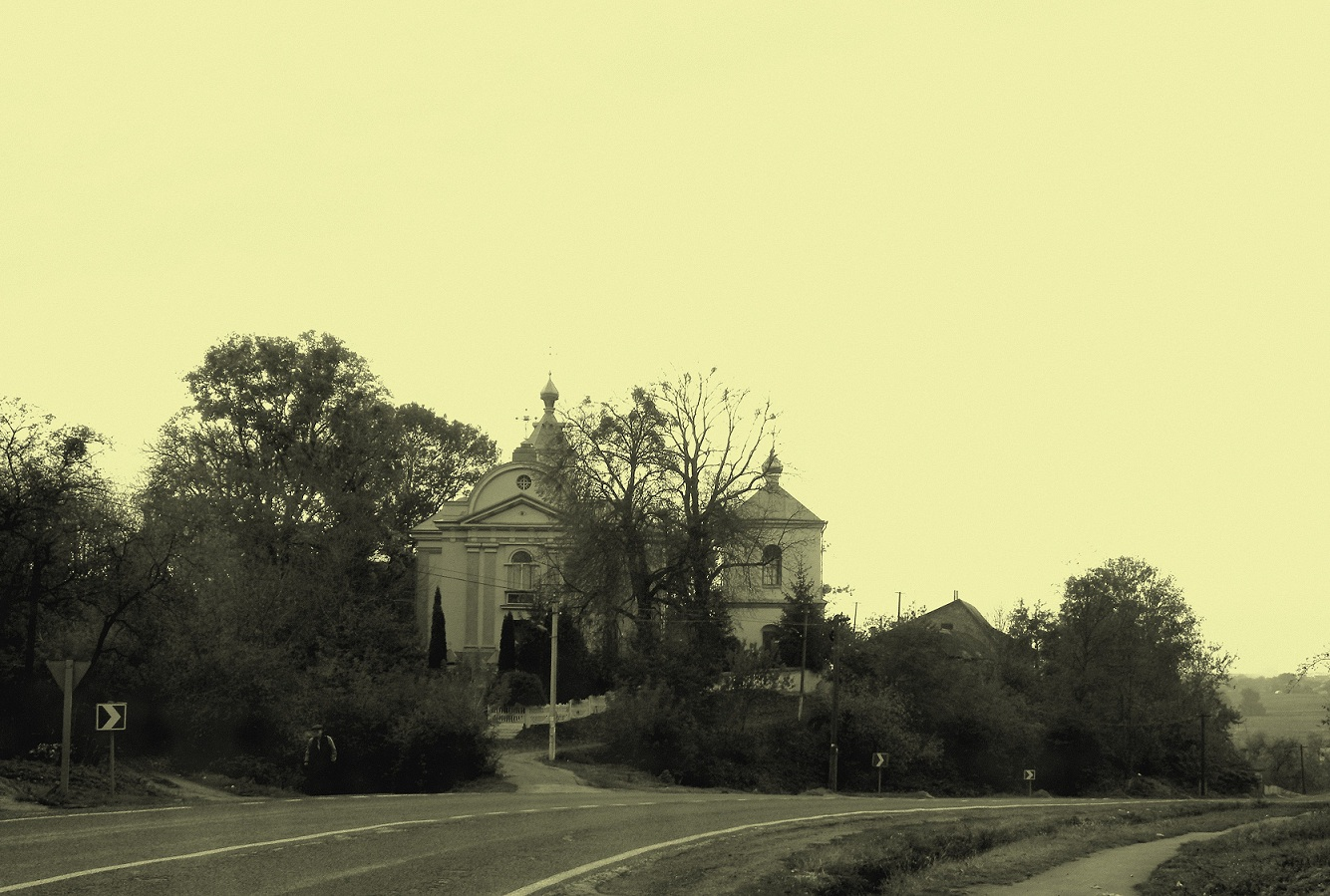
降誕教会
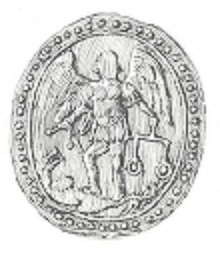
1777年に使われていた市章